# Гранвілл Тауншип (округ Міффлін, Пенсільванія)
Гранвілл Тауншип (англ. Granville Township) — селище (англ. township) в США, в окрузі Міффлін штату Пенсільванія. Населення — 4629 осіб (2020).

## Демографія
Згідно з переписом 2010 року, у селищі мешкали 5104 особи в 2119 домогосподарствах у складі 1502 родин. Було 2345 помешкань
Расовий склад населення:
| - 97,6 % — білих - 0,6 % — чорних або афроамериканців - 0,5 % — азіатів - 0,1 % — корінних американців |

До двох чи більше рас належало 1,0 %. Частка іспаномовних становила 0,7 % від усіх жителів.
За віковим діапазоном населення розподілялося таким чином: 17,5 % — особи молодші 18 років, 62,6 % — особи у віці 18—64 років, 19,9 % — особи у віці 65 років та старші. Медіана віку мешканця становила 46,9 року. На 100 осіб жіночої статі у селищі припадало 101,6 чоловіків;  на 100 жінок у віці від 18 років та старших — 99,9 чоловіків також старших 18 років.
Середній дохід на одне домашнє господарство  становив 47 013 долари США (медіана — 43 204), а середній дохід на одну сім'ю — 53 390 доларів (медіана — 49 603). Медіана доходів становила 41 071 долар для чоловіків та 26 730 доларів для жінок. За межею бідності перебувало 15,4 % осіб, у тому числі 19,4 % дітей у віці до 18 років та 13,8 % осіб у віці 65 років та старших.
Цивільне працевлаштоване населення становило 2424 особи. Основні галузі зайнятості: виробництво — 25,8 %, освіта, охорона здоров'я та соціальна допомога — 24,1 %, роздрібна торгівля — 16,7 %.